# کاستخن د آلاربا
کاستخن د آلاربا (به اسپانیایی: Castejón de Alarba) یک دهستان در اسپانیا است که در استان ساراگوسا واقع شده‌است. کاستخن د آلاربا ۱۷ کیلومتر مربع مساحت و ۹۸ نفر جمعیت دارد.